# Jack Healey

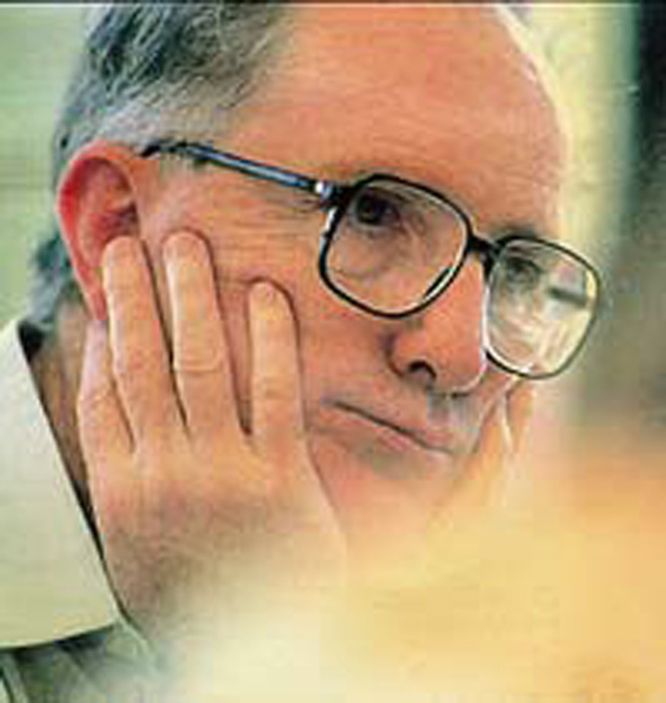
Jack Healey

Jack Healey (nacido en 1938) es un defensor de los derechos humanos y un pionero. Como líder del movimiento de los derechos humanos por más de 47 años, Jack ha ayudado a mover el tema de los derechos humanos de negociaciones diplomáticas a puerta cerrada, a hacerlo conocer ampliamente, llevarlo al debate público y promover acción ciudadana directa sobre el mismo. Sus colegas lo acreditan con haber logrado que los derechos humanos se hayan convertido en un importante tema de enfoque de gobiernos, organizaciones e individuos alrededor del mundo.
Llamado el “Sr. Derechos Humanos” por US News Week y World Report, el enfoque de Healey ha sido inspirar a la juventud a apoyar al activismo no violento en su lucha contra gobiernos y sociedades opresivas. Él ha llevado a los derechos humanos al escenario global gracias a su creativo uso de los medios y reclutamiento de defensores.
Hoy en día Jack lidera el Human Rights Action Center (HRAC) en Washington D.C, una organización sin fines de lucro.
Sus proyectos actuales son: imprimir la Declaración Universal de los Derechos Humanos en todos los pasaportes, y llevar a la escritora ganadora del Premio Nobel de la Paz, Aung San Suu Kyi al poder en Birmania: Birmania !No puede esperar!.  Burma: It Can’t Wait.

## Antecedentes
Healey nació en el seno de una trabajadora familia Católica Irlandesa, siendo él el más joven de 11 hijos. Creció en Pittsburgh, Pennsylvania. Su madre fue profesora y su padre un metalúrgico en Superior Steel, una planta acerera localizada en Pittsburgh.
Él estudió la secundaria y sus estudios superiores en St. Fidelis Seminary, y recibió un título de posgrado de la Catholic University. Fue fraile franciscano por 10 años y sacerdote católico por cuatro años. Dejó el sacerdocio en 1968 y comenzó a trabajar como Director del Young World Development Program en la fundación Freedom from Hunger en los Estados Unidos por cinco años.
En el Young World Development Program, Healey produjo más de 300 Caminatas para el desarrollo. Doce millones de dólares fueron recaudados y donados de estas caminatas a organizaciones sin fines de lucro nacionales e internacionales, incluyendo Meals for Millions, The Free Clinc y Freedom Farm Co-op de Fannie Lu Hamer. También fundaron los Servicios de Socorro Católicos, el Servicio Mundial de Iglesias, y Oxfam Internacional y otras organizaciones sin fines de lucro. Estas caminatas sirvieron de modelo para futuras caminatas para recaudar fondos.
Entre 1973 y 1976, Healey trabajó en el Center For Community Change en Washington D. C. En el Centro, Haley ayudó a construir el Hospital Binder Schweitzer en México y codirigió la Dick Gregory World Hunger Run a través de los Estados Unidos. Dick Gregory ganó el premio Dawson por parte del Black Caucus por su carrera. Junto con George O’Hara, Healey reclutó a Mohammed Ali para que se uniera a la carrera.
De 1977 a 1981 Healey dirigió a los cuerpos de paz en Lesoto. Healey fue uno de los pocos directores de cuerpos de paz al cual se le solicitó quedarse en el mismo país por un segundo periodo.
Luego de terminar su periodo con los cuerpos de paz, trabajó como director de Amnistía Internacional en los Estados Unidos por 12 años. Su trabajo en Amnistía llevó a los derechos humanos a la delantera de la cultura pop gracias a sus esfuerzos pioneros en llevar el mensaje de los derechos humanos a nuevas generaciones. Trajo consigo una ola de gente joven al movimiento organizando conciertos con artistas reconocidos y llegando a colegios y universidades a través de sus discursos motivadores. Durante su tiempo como director de los cuerpos de paz, también tuvo una presencia constante en muchos de los más importantes programas televisivos de las mañanas, tardes y noches, como ser Oprah, 60 minutos y Nightline.
Ha sido envestido Honoris Causa 7 veces y ha dado discursos en más de mil colegios y universidades. También ha producido 3 álbumes musicales y Douye, un documental sobre Aung San SuuKyi. Además, Healey ha trabajado como consultor del Centro para Víctimas de la Tortura en Haití, y del comediante Dick Gregory por muchos años en el tema del hambre mundial.
Healey también ha ayudado a crear la Fundación Reebok Para los Derechos Humanos, que entrega en forma anual el Premio Reebok a los Derechos Humanos, y otras dos organizaciones sin fines de lucro, Witness (organización de derechos humanos) y Equality Now, las cuales han resultado ser muy exitosas.
Muy conocido por negarse a renunciar a causas por las que está apasionado, Haley ganó atención del público en 1990 cuando trabajó con otros activistas de derechos humanos para bloquear físicamente la entrada a una conferencia de Derechos Humanos de las Naciones Unidas que se estaba por llevar a cabo en Viena, debido a que la ONU rehusó permitir la participación del Dalái lama. Nuevamente en 1992, Healey protestó muy públicamente en contra del gobierno americano cuando refugiados Haitianos que se encontraban huyendo de un gobierno dictatorial fueron rechazados por los Estados Unidos en su frontera. Nuevamente en la campaña en Birmania, Healey se ha mantenido firme y ha trabajado sin descanso para liberar a Aung San SuuKyi de su arresto domiciliario.
Trabajo Actual
Healey ha creado recientemente el Human Rights Action Center, una organización sin fines de lucro calificada con base en Washington D. C.
Misión:
La Human Rights Action Center es una organización sin fines de lucro basada en Washington D. C. que trabaja sobre los temas de la Declaración Universal de los Derechos Humanos y Aung San SuuKyi.
Usando las artes y nuevas tecnologías, usan la creatividad para desarrollar nuevas estrategias para detener abusos a los derechos humanos.
5 Objetivos Principales:
1.	Declaración General de los Derechos Humanos (más bajo Medios)
Debido a que menos del 5% de la población mundial conoce de la existencia de la Declaración Universal de los Derechos Humanos, y menos del 1% ha leído la Declaración, la HRAC hace campaña para que los gobiernos impriman este documento en todos los pasaportes. Healey cree que si la declaración esta en todos los pasaportes, se volvería accesible a todos los ciudadanos del mundo, y podría ser usada en la lucha para extender los derechos humanos básicos a todo hombre, mujer y niño.
Cada año, Healey organiza eventos cerca a la fecha aniversario de la Declaración Universal de los Derechos Humanos. HRAC produjo el concierto de celebración del 50 aniversario de la Declaración Universal de los Derechos Humanos por parte de las Naciones Unidas. En este concierto, artistas como Wynton Marsalis y Luciano Pavarotti fueron parte del show. Para el 60vo aniversario, el año pasado, HRAC produjo una versión animada de este documento como una forma de conectarse con personas jóvenes en línea.
2.	Reinstaurar debidamente al poder a Aung San Suu Kyi en Birmania (ver más bajo Proyectos Mediáticos)
En 1991 Jack conoció a Michael Aris (esposo de Aung San Suu Kyi) y prometió ayudarle a liberar a Suu Kyi. En 1999 Healey conoció a Aung San Suu Kyi y prometió apoyarle en su Campaña. El trabaja en conjunto con la Campaña Americana para Birmania. Juntos, están concientizando a la gente a nivel global con respecto a Birmania, Aung San Suu Kyi, la Liga Nacional por la Democracia y la gente de Birmania que están luchando pacíficamente en contra el poder de la junta militar.
Jack Healey también da charlas en foros sobre esta causa en forma regular y es asesor principal de la Campaña Americana para Birmania. En el 2008, para promover la Campaña Birmania: No puede esperar y abordar el problema del Ciclón Nargis, Healey organizó una conferencia de prensa en las Naciones Unidas con la actriz Anjelica Huston.
HRAC también auspicio un concierto para causa Birmana en Bangkok en 1999 con la participación de Glen Phillips, Raven Simone y Breeze.
3.	Crear soluciones innovadoras, contundentes y efectivas para ayudar a las víctimas a protegerse
En Irlanda del Norte en 1995, Healey creó la organización Familias para Familias, una organización de protección de familias irlandesas de la brutalidad policial, creando un enlace directo con familias americanas que se comprometieron a atraer atención de la prensa a cualquier maltrato de familias irlandesas por parte de la policía.
Apoyar a grupos de derechos humanos emergentes alrededor del mundo
HRAC organizó el financiamiento necesario para la reconstrucción de una fábrica en Bosnia que hoy en día emplea a más de 900 mujeres.
HRAC ha trabajado con el grupo Human Rights Center en Haití como consultores, preparando una estrategia de derechos humanos para la organización, evaluando la efectividad del Centro de Rehabilitación de Víctimas de Tortura en Haití.
HRAC ha creado Familias por Familias, una organización basada en Irlanda para proteger a las familias de los terrores de la brutalidad policial.

## Proyectos Medios de Comunicación

### Conciertos/Películas/Álbumes
1976: Dick Gregory’s World Hunger Run
Crear un fondo para sacar a personas de áreas de peligro en casos excepcionales de abuso a los derechos humanos.
Para traer atención al tema del hambre mundial, Jack trabajo como asesor de Dick Gregory en su Carrera por el Hambre Mundial desde Los Ángeles a Nueva York, empezando el 4 de julio. Dick Gregory ganó el premio Dawson por parte del Black Caucus por esta carrera.
1986: A Conspiracy of Hope Tour
Este tour de dos semanas a favor de los derechos humanos incluyó a los músicos Peter Gabriel, U2, Lou Reed, Joan Baez, Bryan Adams, Miles Davis, Bob Dylan, The Police, Jackson Browne, Santana, The Hooters, Third World y Bob Geldof.
Viajando por San Francisco, Los Ángeles, Denver, Atlanta, Chicago y el Giants Stadium en Nueva Jersey, el tour ayudó a concienciar aún más el trabajo de Amnistía Internacional en los Estados Unidos, recaudando 3 millones de dólares y atrayendo a 45000 nuevos miembros en los EE. UU. en un mes. MTV y Fox Network transmitieron el show a nivel internacional por un periodo de once horas y el show ganó un premio a nivel nacional y fue llevado a colegios y universidades alrededor de los Estados Unidos. Dado el éxito del show, Healey fue reconocido por MTV como el humanitario del año. El tour fue coproducido por Bill Graham, Mary Daly y Jack Healey.
1988: Human Rights Now! Tour
En 1988, por el 40 aniversario de la Declaración Universal de los Derechos Humanos, Healey organizó el tour mundial de 6 semanas de Human Rights Now! Para celebrar los logros del movimiento de los derechos humanos y para introducir la idea de la protección de los derechos humanos a través de los medios de comunicación a millones de personas alrededor del mundo. Más de un millón de personas llenaron los estadios y campos para los conciertos en Sudamérica, Europa del Este, África y Asia. El concierto fue transmitido a más de un billón de personas alrededor del mundo.  El tour cubrió 18 países en seis semanas y ganó el Pollster Reader’s Award por número de televidentes, superando al tour mundial de Michael Jackson. HBO cubrió el show con un programa especial de 3 horas. El show logró triplicar el número de miembros de Amnistía Internacional a nivel mundial.
Los músicos incluían a Bruce Springsteen, Sting, Peter Gabriel, Tracy Chapman y Youssou N’Dour.
1990: From A Hug to a Hope Concert
Como celebración por la victoria de los derechos humanos en Chile luego de la caída del dictador Augusto Pinochet, Healey organizó un concierto de dos días con Sting, Peter Gabriel Sinead O’Connor, Jackson Browne, Rubén Blades, Wynton Marsalis y New Kids on the Block.
El show se llevó a cabo en un estadio utilizado previamente como una prisión para disidentes políticos, y el lugar donde se llevaron a cabo muchas de las torturas y ejecuciones durante el régimen de Pinochet. Familias de las víctimas de la prisión estuvieron presentes para el concierto, y celebraron la gran victoria para el pueblo Chileno y los activistas de derechos humanos alrededor del mundo.
Este show fue transmitido en vivo durante 10 horas por dos días a toda Latinoamérica y España. Como resultado del concierto, Jackson Browne pudo liberar dos prisioneros políticos aún encarcelados en Chile.
1991: Free to laugh
En 1991, Healey produjo un show de tres horas en la cadena de televisión Lifetime en honor a los derechos de las mujeres. La comedia y la música estuvieron a cargo de Woody Harrelson, Lily tomlin, Vanessa L. Williams, Roseanne Barr, Anjelica Huston, Daryl Hannah y Tom Arnold. Producido por Bob Meyerwitz, este programa estuvo nominado a un CableACE Award.
1999: Concierto en Bangkok para ASSK
Este show fue producido en apoyo a Aung San Suu Kyi
El levantamiento del 8/8/88 en Birmania fue una revolución nacional que demandaba democracia. El show tuvo lugar el 9 de septiembre de 1999 (9/9/99). El énfasis en la fecha fue un recordatorio a la junta militar que el mundo estaba observando cuidadosamente.
Raven Simone encabezo el show.
2001: Seatle UN FAO Groundwork
Healey y Mel Chiknoe produjeron una serie de conciertos internacionales para promover la Campaña Mundial Contra el Hambre de la ONU/FAO. Los artistas incluían a R.E.M., Joe Strummer, Michael Franti & Spearhead, Pearl Jam, Alanis Morissette, Dave Matthews, Femi Kuti, Emmylou Harris, Mana, The Wallflowers, The Blind Boys of Alabama, Joe Strummer and The Mescaleros, Atis the Spoonman y muchos más.
2008: Birmania: No puede esperar
Healey unió fuerzas con la Campaña Americana por Birmania y Fanista.com para crear una revolucionaria Campaña mediática de derechos humanos en apoyo a Aung San Suu Kyi y su causa. Durante un periodo de 30 días, el mundo de los artistas, músicos, futbolistas y otros respondieron a la necesidad de contar al público historias sobre Birmania. Esta Campaña, a diferencia de otras Campañas de organizaciones sin fines de lucro, abordó la situación de Birmania y de Aung San Suu Kyi a través de relatos, alejándose del tradicional anuncio de servicio público.
50.000 personas se unieron a la Campaña Americana por Birmania como resultado de esta Campaña. Continúan estando en YouTube y en el sitio web de la Campaña Americana para Birmania.US Campaign for Burma Archivado el 29 de julio de 2014 en Wayback Machine.’s website.
Los artistas que participan de la Campaña incluyen: Will Ferrell, Sarah Silverman, Jennifer Aniston, Woody Harrelson, James Cameron, Judd Apatow, Billy Baldwin, Hank Azaria, Michelle Krusiec, Tila Tequila, Kim Kardashian, Damian Marley, Sheryl Crow, Felicity Huffman, Ellen Page, Joseph Fiennes, Jason Schwartzman, Eddie Izzard, Jorja Fox, Eric Szmanda, Anjelica Huston, Famke Janssen, Sylvester Stallone, Steven Seagal, Norman Lear, Tich Naht Hahn, Brett Dennen, Matisyahu, Giovanni Ribisi, Diego Maradona, Mana, Julie Benz, Eva Longoria, Davood Roostaei, Jackson Browne, Wallace Langham, Jason Biggs, y Jenny Mollen.Davood Roostaei
Presente: Declaración Universal de los Derechos Humanos
El Human Rights Action Center acaba de lanzar una versión animada de este documento escrita por Eleanor Roosevelt 60 años atrás. La animación, que ya ha sido traducida a 5 idiomas, está siendo traducida al Persa e Islandés.
La última adición a la Campaña es una imagen de Aung San Suu Kyi creada por el artista reconocido mundialmente Shepard Fairey, quien creó la icónica imagen de Obama que tanto ayudó a atraer a jóvenes americanos durante su Campaña.

### Películas
- 2005:'DOUYE!' (Our Cause)- A 3o minute documentary on Burma and Aung San Suu Kyi.
- Jim Carrey for Burma - The CALL TO ACTION
- Burma: It Can’t Wait
- Aung San Suu Kyi Animation

### Álbumes
1991: Punks for Human Rights with Joe Strummer
Generations One: A Punk Look at Human Rights
Este CD de compilación es un tribute a Eleanor Roosevelt, quien lideró a las Naciones Unidas en la adopción de la Declaración Universal de los Derechos Humanos en 1948. Generation One incluye canciones de Eletric Dog House, una banda liderada por el cantante/escritor/guitarrista de The Clash Joe Strummer, Green Day, Bad Brains y Lagwagon.
2004 For the Lady
Human Rights Action Center y Lock Bingham produjeron este álbum para la Campaña Americana para Birmania. 27 músicos de renombre se unieron en un set de dos discos para apoyar la liberación de la ganadora del Premio Nobel de la Paz de 1991, Aung San Suu Kyi y la valiente gente de Birmania. Entre los artistas se encontraban Paul McCartney, R.E.M., Avril Lavigne, Ani DiFranco, Damien Rice, Coldplay, Eric Clapton, Peter Gabriel, Sting, U2, Bright Eyes, Talib Kweli, Lili Haydn, Natalie Merchant, Mana, Rebecca Fanya, Ben Harper, The Nightwatchman, Bonnie Raitt, Travis, Guster, Hourcast, Indigo Girls, Better than Ezra, Matchbox Twenty, y Mun Awng. Todas las ganancias de las ventas del CD van a beneficio de los esfuerzos de la Campaña Americana para Birmania.
Groundwork
Groundwork es un álbum vendido en Starbucks que incluye artistas del exitoso concierto en Seattle de 2001. Recaudo fondos para eliminar el hambre mundial y para financiar grupos de iniciativa local alrededor del mundo. El concierto y el álbum llevaron a la formación de Growing Connection, que auspicia a colegios alrededor del mundo a producir su propia comida.

## Premios (entre otros)
- Premio Bill Graham de Fox News
- Premio Elvis Pressley de Fox News
- Premio Martin Luther King de House of Blues
- Humanitario del año de MTV
- Premio Pollster al Tour del Año (considerando el éxito del Human Rights Now Tour de 1998)